# 副克奈氏魚
副克奈氏魚為輻鰭魚綱鼠鱚目尼羅魚科的其中一種，分布於非洲剛果民主共和國的Lualaba河流域，本體長可達6.9公分，棲息在中底層水域。